# Quảng Nam-Đà Nẵng
Quang Nam-Đà Nẵng is een voormalige provincie in Vietnam. De provincie is in februari 1976 opgericht in de Republiek Zuid-Vietnam. Als op 2 juli 1976 Noord-Vietnam en de Republiek Zuid-Vietnam worden herenigd tot het Vietnam, dat we nu nog kennen, blijft de provincie bestaan.
Quang Nam-Đà Nẵng is ontstaan door de samenvoeging van twee provincies, te weten Quảng Nam en Quảng Tín. De oppervlakte van de provincie bedroeg 11.985,2 km² en had bij de volkstelling in 1993 1.914.864 inwoners. Quảng Nam-Đà Nẵng bestond uit de stad Đà Nẵng, twee thị xã's (Tam Kỳ en Hội An) en veertien huyện (Hòa Vang, Hoàng Sa, Duy Xuyên, Điện Bàn, Đại Lộc, Tam Kỳ, Tiên Phước, Thăng Bình, Quế Sơn, Trà Mi, Đông Giang, Tây Giang, Nam Giang).
Op 6 november 1996 wordt de provincie gesplitst in de huidige provincie Quảng Nam en de stad Đà Nẵng. Đà Nẵng wordt een van de centrale steden van Vietnam, waardoor Đà Nẵng dezelfde rechten krijgt als de overige provincies van Vietnam.